# HP-UX
HP-UX (Hewlett Packard Unix) ist ein kommerzielles Unix-Betriebssystem der Firma Hewlett Packard Enterprise und stammt aus der System-V-Familie.

## Geschichte
Das Betriebssystem HP-UX wurde für Rechner der HP-9000-Serie entwickelt, angefangen wurde 1982 mit einer System-III- (später System-V-) konformen Version und der HP 9000 Serie 500, die mit der von HP eigenständig entwickelten FOCUS-CPU-Architektur arbeitete.
Bereits 1983 fand eine Portierung auf 680x0-basierte Workstations der Serien 200 (später auch Serie 300 und Serie 400) statt. Ab 1986 erfolgte die Portierung auf PA-RISC mit den Baureihen HP 9000 Serie 800 (Server) und der später eingeführten HP 9000 Serie 700 (Workstations). Seit 2000 wird, beginnend mit der Version HP-UX 11i, auch die Architektur des Intel Itanium unterstützt. Seit 2003, beginnend mit Version HP-UX 11.23, werden ausschließlich Server, entweder auf PA-RISC- oder Itanium-Basis, unterstützt.
Nach dem Aufkauf von Compaq war geplant, Cluster-Techniken (v. a. das Cluster-Dateisystem AdvFS und die Cluster-Software TruCluster) aus dem Betriebssystem Tru64 UNIX in HP-UX einfließen zu lassen, jedoch wurde dieses Projekt Ende 2004 eingestellt.
Bei HP-UX zeigt sich schon seit den späteren 2000er-Jahren ein deutlicher Abwärtstrend, der wohl zumindest zum größten Teil seine Ursache darin hat, dass die HP-UX-Plattform „Itanium“ seit längerem stagniert und mit den Performancesteigerungen und Weiterentwicklungen der x86-64-Systeme wohl auf Dauer nicht mithalten können wird und daher allmählich das Vertrauen der Hersteller, der Fachpresse und letztlich auch der Kunden verliert. Auch stagniert die Weiterentwicklung von HP-UX, zumindest im Vergleich zu Linux oder Windows, die Zukunft ist ungewiss. Der größte Konkurrent Linux ist nicht auf bestimmte HP-Hardware beschränkt und läuft auf allen aktuellen Architekturen, HP-UX hingegen kann neben der mittlerweile vergriffenen PA-RISC-Architektur nur auf Itanium-Maschinen eingesetzt werden.

## Merkmale
Mit HP-UX wurden das erste Mal unter UNIX die Zugriffskontrollliste zur erweiterten Berechtigungssteuerung beim Zugriff auf Dateien eingeführt. HP-UX war mit AIX eines der ersten Unix-Derivate, das einen Logical Volume Manager im Betriebssystem integrierte. Zusätzlich zum HP-LVM, der aus dem gemeinsamen Projekt OSF/1 abgeleitet wurde, gibt es ab der Version 11.11 den VxVM (Veritas Volume Manager), der wie auch das standardmäßig verwendete Dateisystem VxFS aus der Zusammenarbeit mit Veritas stammt.
Die Installation von Software und die Verwaltung von Programmpaketen erfolgt über den Software-Distributor (SD-UX), der den POSIX 1387.2-1995-Standard implementiert. SD-UX ist in der Lage, zentrale Software-Depots zu verwalten und über Netzwerke Installationen vorzunehmen.
Das Betriebssystem ist skalierbar, von Workstations mit einer CPU bis hin zu Superdomes (HPs größte Rechnerklasse) mit 128 CPUs (Cores) und 2 TiB maximalem Hauptspeicher (und 16 TiB maximaler Dateigröße). Mit OLA/R (On-line Addition/Replacement) ist es möglich, einem laufenden System PCI-Karten hinzuzufügen oder auszutauschen.
Auf Itanium-Rechnern können Programme, die für die PA-RISC-Architektur kompiliert sind, ohne Änderungen weiterverwendet werden. Eine Emulationsschicht (ARIES – Automatic Recompilation and Integrated Environment Simulation), ähnlich Rosetta, übernimmt hierbei die nötige Umsetzung.

## Versionsgeschichte
| Version          | Veröffentlichung | Anmerkungen |
| ---------------- | ---------------- | --- |
| 1.0              | 1982             | Erste verfügbare Version für HP 9000 Serie 500 mit FOCUS-CPU |
| 2.0              | 1983             | Portierung auf HP Workstations Motorola-680x0-CPU |
| 5.3              | 1985             | Letzte Version mit FOCUS-Support |
| 7.00             | 1989             | Motif wird Teil der Standardinstallation |
| 8.00             | 1991             | Visual User Environment (VUE) wird als grafische Oberfläche eingeführt |
| 9.00             | 1992             | Unterstützung für den PA-RISC 7100, Hardware-Änderungen am laufenden System möglich (mit dem neuen ioscan-kommando) |
| 10.00            | 1995             | Das Filesystem-Layout entspricht den System-V-Konventionen, Einführung des LVM und SD-UX, 680x0-basierte Systeme werden nicht mehr unterstützt |
| 10.20            | 1996             | Unterstützung für PA-RISC 2.0 |
| 11.00            | 1997             | Durchgängige 64-Bit-Fähigkeit, Unterstützung von Fibre Channel, NFSv3 und nachladbaren Kernel-Modulen |
| 11.11 (11i v1)   | 2000             | Kernel-Parameter können ohne Neustart geändert werden. Letzte Version mit Support für PA-RISC-Workstations. Neuere HP-UX Versionen laufen möglicherweise auf ausgewählten 64-Bit PA-RISC Workstation-Konfigurationen, dennoch werden diese vom Hersteller nicht unterstützt (und wurden auch nicht evaluiert). OLA/R |
| 11.20 (11i v1.5) | 2001             | Erste Version für Itanium-Prozessoren. |
| 11.22 (11i v1.6) | 2002             | Unterstützung von Itanium-2-Prozessoren, IPv6- und IPsec-Stacks werden mitgeliefert. |
| 11.23 (11i v2)   | 2003             | Gemeinsame Version für Itanium 2 und PA-RISC-Prozessoren |
| 11.31 (11i v3)   | 2007             | Unterstützung von Dual Core Intel Itanium 2 Prozessor mit Hyper-Threading, NFSv4, überarbeiteter Fibre Channel/SCSI-Layer |